# Украинский легион самообороны
Украинский легион самообороны (укр. Український легіон самооборони), 31-й батальон СД (укр. 31-й батальйон СД), Волынский легион (укр. Волинський легіон) — украинское коллаборационистское военное формирование в составе Вооружённых сил Третьего рейха в годы Второй мировой войны, созданное в сентябре 1943 года на основе повстанческих отрядов ОУН (м) в качестве военной части, предназначенной для борьбы с польскими боёвками самообороны, советскими партизанами и Украинской повстанческой армией.

## Предыстория создания
Происходит Волынский легион от одного из боевых отрядов мельниковцев (150 чел.) с Волыни, который не желал подчиняться ОУН (б), и не дал себя разоружить. Жёсткая линия ОУН-Б, а особенно её Службы безопасности (СБ) привела к конфронтации с формированиями, которые подчинялись другим украинским партиям или группировкам, таким как ОУН-М, и Полесская сечь. Под давлением формирований УПА практически перестали существовать отряды Тараса Боровца. Террор СБ на Волыни во второй половине 1943 почти полностью истребил мельниковские руководящие кадры и вооружённые отряды, шла настоящая охота на мельниковских курьеров. Часть мельниковцев влилась в УПА под вооружённым давлением, часть была уничтожена физически. Остались единичные подразделения мельниковцев, которые не желали ни подчиниться, не быть уничтоженными. Один из таких подразделений, численности до сотни, действовал в районе Луцка под общим командованием «Черкаса» (Михаила Солтиса) и «Нечая».
История формирования легиона началась с задержания подразделением польской вспомогательной полиции связного ОУН-М под псевдонимом «Окунь». Учитывая значительное количество агитационных и пропагандистских материалов ОУН-М, выявленных у задержанного, поляки передали «Окуня» в Луцкое гестапо. Об этом случае достаточно быстро узнал Михаил Солтис, который сразу же подбросил в гестапо письмо с угрозой всестороннего и всеобъемлющего террора против представителей немецкой власти и Вермахта. Ответ на тот своеобразный ультиматум принёс сам «Окунь», который также сообщил, что немцы, а точнее Луцкий СД предлагают переговоры.
Совещание, которое созвало руководство мельниковской сотни, приняла решение о возможности таких переговоров и назначило руководителем украинской делегации Солтиса. В сентябре 1943 года на одном из пригородных кладбищ Луцка состоялась встреча мельниковцев и немцев. Немецкую сторону представляли гауптштурмфюрер СС Асмус и шарфюрер СС Раулинг.
Следующая встреча состоялась через неделю. Украинская сторона согласилась на сотрудничество локального характера, но выдвинула ряд условий:
1. Организация сильного военного отдела.
2. Отдел будет действовать на территории Волыни как партизанский.
3. Задачами отдела будут только борьба с советскими партизанами и оборона украинского населения от террора со стороны польских вооружённых формирований.
4. Немецкое командование обеспечивает полностью все потребности отдела в амуниции, обмундировании и оружии.
5. Командование отделом осуществляют исключительно украинцы, немецкое командование не вмешивается в личную жизнь членов отдела.
6. Отдел не будет сражаться с немцами, если и те не будут проводить никаких эксцессов в отношении украинского населения региона и не будут совершать арестов.
7. Немецкое командование освободит всех политзаключённых-украинцев из волынских тюрем.

Через несколько дней состоялась третья встреча, на которой немцы согласились на предложения украинской стороны.

## Описание
Основную массу бойцов легиона составляли члены ОУН-М, а также сторонники Тараса Бульбы-Боровца и Фронта украинской революции. В УЛС влилось немало бывших политических заключённых, выпущенных из немецких тюрем согласно договорённости между мельниковцами и шефом полиции Волыни и Подолья доктором Пютцом.
Командирами Украинский легион самообороны были бывшие полковники Армии Украинской Народной Республики В. Герасименко (1892-1975, кличка «Тур») и Пётр Дьяченко (1895-1965, «Цветок»). Последний был известен как командир 5-го конного полка «Чёрных Запорожцев», отличившийся во время Первого Зимнего похода Армии УНР в 1919-20 гг.. Военный штаб возглавлял поручик Михаил Солтис («Черкасс»).
Организационно легион состоял из трёх боевых и одной хозяйственной роты (командиры — сотники «Нечай», М. Карковец, Ю. Жмыхов и А. Гуня). Общее количество бойцов — около 500 человек, по другим данным, — более 1000. Часть была вооружена винтовками, 20 ручными и 2 станковыми пулемётами и 2 противотанковыми пушками. Формально УЛС считался моторизованным подразделением, однако на вооружении вместо автомобилей и мотоциклов имел только крестьянские телеги. При легионе была создана сначала унтерофицерская, а с лета 1944 — офицерская школа. Легион даже выдавал свой журнал «Украинский легионер».

## Боевой путь
Первоначально Легион вёл активную деятельность в районе Волыни и прилегающих районах, где боролся против советских партизан и отличился в антипольских акциях. Например, его личный состав участвовал в убийстве 21 жителя села Подгайцы под Луцком, среди которых было 9 детей, затем легионеры сожгли их дома. Поводом для резни была месть за двух убитых неподалёку от села немецких солдат. В ходе деятельности в группу присоединялись бывшие мельниковцы и другие бойцы, которые по разным причинам не хотели воевать ни в рядах УПА, ни советских партизан.
С самого начала легион рассматривался нацистами как своеобразный противовес Украинской повстанческой армии. Правда, боевых столкновений УЛС и подразделений УПА зафиксировано немного. К примеру, одно из них произошло 20 марта 1944 года в селе Лудин Владимир-Волынского района. В результате боя двое бойцов УПА погибло, а ещё один был тяжело ранен.
С марта 1944 Украинский легион самообороны входит в оперативное подчинение немецкой Службы безопасности (СД), как 31-й охранный батальон СД («31 Schutzmannschafts Btl. D. SD»). Представителями немецкого командования при батальоне были капитан А. Асмус, а после его гибели летом 1944 года на территории Польши — майор В. Бигельмаер.
С наступлением советских войск в июле 1944 года УЛС перешёл на польскую территорию. Немцы пытались использовать личный состав легиона в борьбе с коммунистическими партизанами на Люблинщине — как с советскими, так и с польскими. В последнем случае речь шла о «Батальонах хлопских» под командованием Станислава Басая, а также об Армии Людовой (АЛ), которой руководили польские коммунисты из Москвы, однако это вызвало недовольство у части руководителей и воинов батальона.
22 июля 1944 года близ Люблина был убит польскими партизанами гауптштурмфюрер СС Асмус, непосредственный координатор Украинского легиона. На следующий день, в отместку за этот инцидент, УЛС принял участие в пацификации села Хланюв, убив 44 мирных поляка, и расстреляв по крайней мере несколько случайных встречных поляков.
Осенью 1944 года начальник штаба части М. Солтис был арестован немцами и, вероятно казнён. Поводом для таких действий немцев были упрёки о попытках объясниться с Армией Крайовой и УПА, которые, наверное, действительно были. За время переговоров о дальнейшей судьбе легиона, из его рядов дезертировала одна из чет к УПА. Некоторые представители УЛС вели также тайные переговоры с командиром мельниковского повстанческого отряда им. Павла Полуботка Иваном Кедюличем («Чубчиком») с целью перевести легион в Украину для развития новых повстанческих отделов мельниковцев в Карпатах.
Ряд исследователей утверждают, что легион под командованием Петра Дьяченко на территории Польши принял участие в подавлении Варшавского восстания 1944 года. Правда, это был уже его завершающий этап, 15-23 сентября 1944-го, но украинцы под командованием Петра Дьяченко запомнились зверствами в отношении повстанцев. С другой стороны, другие утверждают, что УЛС прибыл в Варшаву в период, когда восстание уже было подавлено.
В октябре 1944 года батальон был переведён в Моравию. В феврале 1945 года УЛС передислоцировали железнодорожным транспортом на станцию Прагерско у Марибора, где он расположился в сёлах Шпильфельд, Обершварц и Унтершварц. Немецкое командование планировало использовать легионеров в борьбе с югославскими партизанами Иосифа Броза Тито, организационно включив его в состав дивизии «Галичина».
11 марта 1945 часть бойцов легиона под руководством хорунжих Р. Кивелюка («Ворона») и «Коваля» решили самовольно перейти на сторону партизанских формирований четников генерала Драголюба Михайловича, чтобы потом с их поддержкой вернуться в Украину. Но немцам с помощью дивизионного сотника Любомира Макарушки удалось вернуть беглецов. Кивелюк по обвинению в мятеже был расстрелян.
По решению немецкого командования батальон был расформирован и присоединён к дивизии «Галичина». Воины бывшего Украинского легиона самообороны в апреле 1945 года присягнули на верность Украине и в составе различных частей Украинской Национальной Армии воевали против наступающих советских войск, за что многие из них были награждены медалями. Именно в этих последних боях УНА погиб бывший первый командир Волынского легиона Николай Недзведский. Другой командир батальона — полковник Пётр Дьяченко был назначен командиром 1-й Украинской Дивизии Украинской Национальной Армии.
После капитуляции Германии в мае 1945 года солдаты УНА были интернированы союзниками. Они смогли избежать выдачи властям СССР, потому что за них заступился генерал Владислав Андерс, который подтвердил их польское гражданство.
Достаточно точную характеристику деятельности Украинского легиона самообороны в годы Второй мировой войны на страницах своих воспоминаний дал Евгений Побегущий. «Как видим, судьба волынского Легиона, — вспоминает бывший полковник Украинской Национальной Армии. — Была довольно странная. Сначала Легион воевал против немцев, потом с ними сотрудничал, затем снова хотел вернуться в Украину с помощью югославских четников».